# 新庄茄苳公
23°41′23″N 120°35′21″E / 23.689659°N 120.589296°E
新庄茄苳公，是位於臺灣雲林縣古坑鄉新庄村的茄苳樹，被當地人視為神樹。

## 保育
新庄茄苳公位在古坑新庄的圳頭坑溪旁，1988年11月由臺灣省政府立牌記事。1990年，經臺灣省教育廳列為罕見巨大老樹時，當時測量的樹高約14公尺、主幹周圍5.3公尺，樹幹胸高直徑1.68公尺，估計樹齡450年。村民在樹旁盥洗室屋頂架設避雷針。
2008年6月25日，縣府農業處在此樹下開記者，推出「尋訪老樹、找回雲林傳承精神」活動，為縣內22棵老樹準備戳章，供眾人收集，並邀請嵩壽88的張天輝、82歲的李清郎與劉萬重、80歲的張忠木等4名耆老分享他們的老樹故事。同年12月，縣府將此樹編列珍貴老樹第一號。2010年，雲林縣首本由鄉公所出版的保育老樹專書《故事顧樹》，遍訪古坑鄉內各社區77棵老樹、分佈位置55處，結合耆老口述歷史集結成書，其中就收錄此樹。2011年，行政院農業委員會為慶祝建國百年，選出全國百大列管老樹，雲林縣就有包括此樹有5棵入選。為凝聚居民向心力及傳承保護老樹觀念，新庄社區2014年完成《茄苳公故事》繪本。
樹上有黑眉錦蛇棲息，在2016年報導時已出沒20年，因村民認為這窩蛇與茄苳樹公有關，從無人驅趕也無人抓，繁殖期會有遊客專程來看。

## 信仰

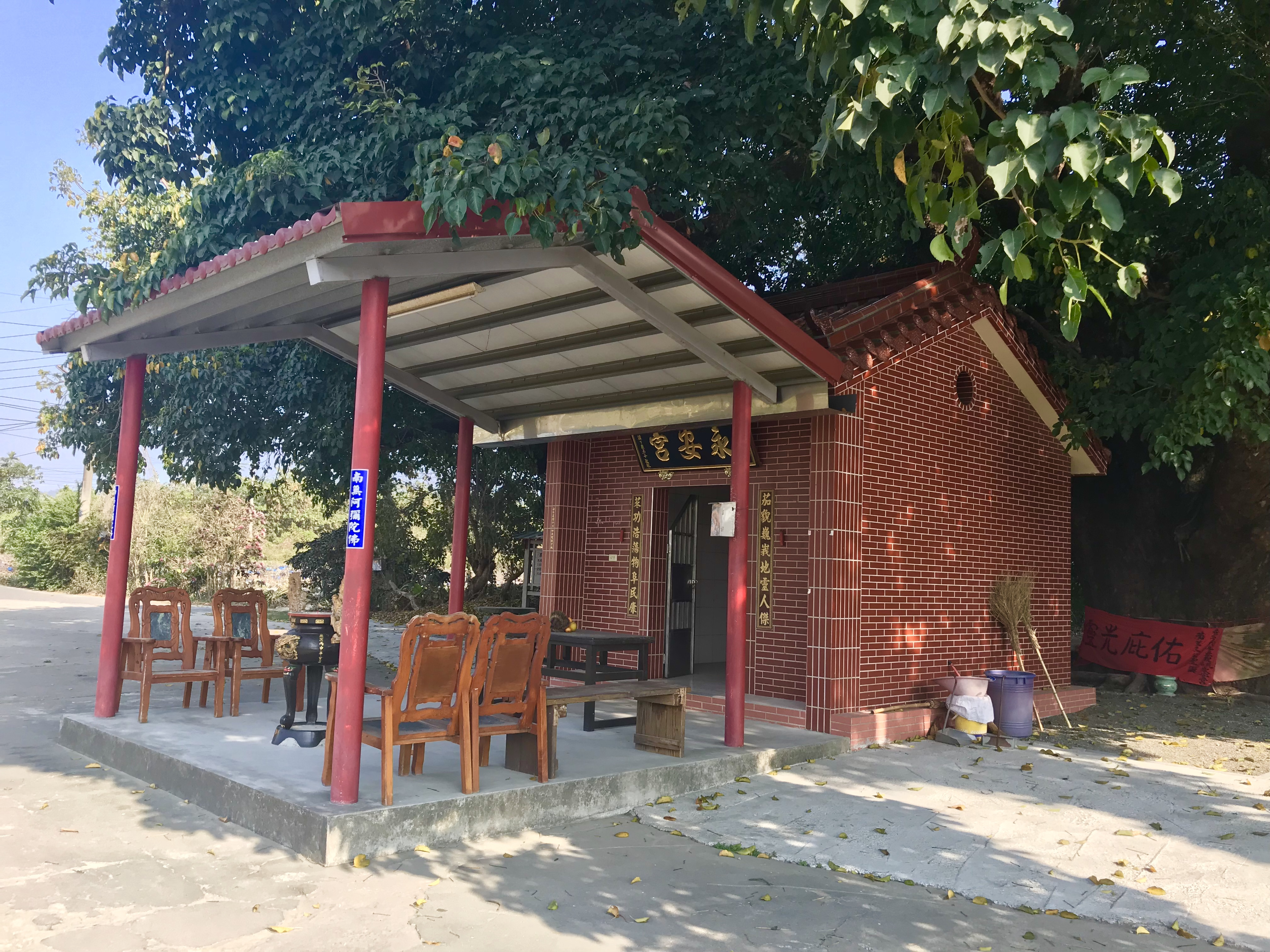
廟身

1981年，傳出老樹托夢圍紅綾、飛出光束賀三官大帝聖誕、托夢台中市均安宮雕刻神像等傳說，於是村民建廟，於1984年10日7日落成，取名「永安宮」。除供奉茄苳公千歲金身，附搭拜亭，設置香爐、金爐、木椅及盥洗室等設施外，廟前並舖設水泥廣場，開闢成一處村民休閒去處，並以農曆十月初七日為祭祀日，平時的早晚燒香及管理維護更有專人來負責。1985年11月，台中市均安宮參香，敬獻「老幹參天」匾額。當地盛傳，1986年韋恩颱風造成臺灣嚴重災情前，老樹就自行落盡樹葉自保。
後壠仔茄苳公1991年9月22日千年大壽時，同同鄉的茄苳公、同縣的萬年茄苳公、埔里茄苳樹王公、名間茄苳公、里港茄苳公這六棵樹的信徒都前往參加。後，新庄茄苳公與斗六市長安里萬年庄茄苳公、同長安里的茄苳，被信徒結為三兄弟。
因樹幹愈長愈大，連廟祠屋簷一角都被嵌進，2010年經擲筊請示，將廟祠往前搬移約2公尺，留下約20~30公分缺口，像極了茄苳樹公長了嘴巴，但過沒多久缺口左右外緣長出兩把小鬚根，模樣奇特。

## 故事館

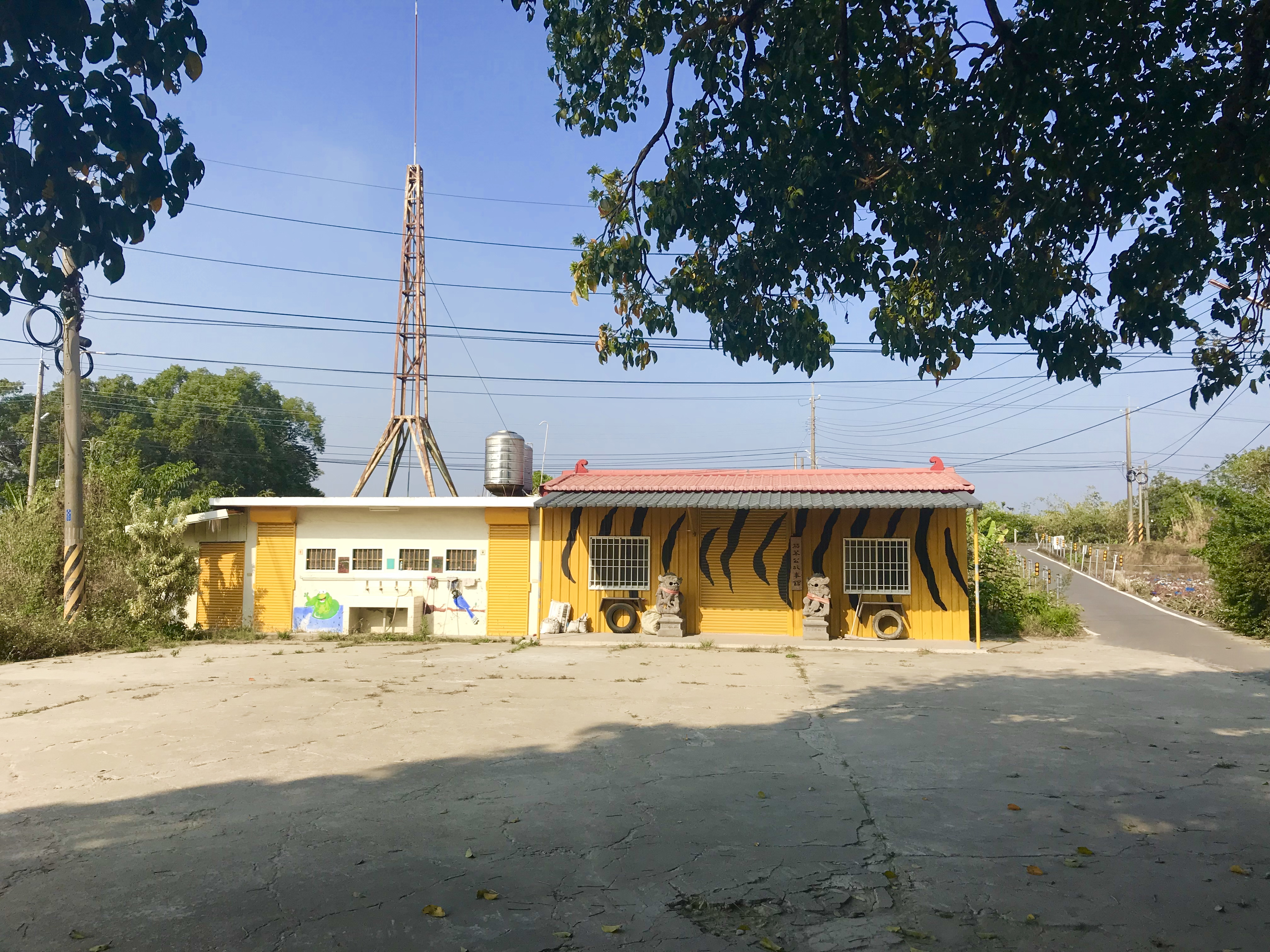
故事館

2015年3月20日，茄苳公故事館與許願亭落成啟用。逢週六日開放內部，裡面由右而左布景述說故事，天花板有茄苳公飛身光束、茄苳樹葉點綴雲燈，左側設櫃擺設社區手工藝。新庄社區發展協會理事長賴文毅表示，故事館內最特別的是，是風鼓車有裝有寫上編號的乒乓球，信徒上香拜完並獲得茄苳樹公允杯後，可從風鼓車搖籤機中搖出球，然後依據號碼找出籤文。因茄苳公是樹神所以沒有設置虎爺神座，社區志工還在故事館前彩繪老虎，象徵守護鄉里。